# Bahr Beyg
Bahr Beyg (persiska: بحربیگ, Baḩr-e Beyg, بهر بيگ) är en ort i Iran.   Den ligger i provinsen Östazarbaijan, i den nordvästra delen av landet, 500 km nordväst om huvudstaden Teheran. Bahr Beyg ligger 1 804 meter över havet och antalet invånare är 108.
Terrängen runt Bahr Beyg är kuperad västerut, men österut är den platt.Runt Bahr Beyg är det ganska glesbefolkat, med 27 invånare per kvadratkilometer. Närmaste större samhälle är Farkharān, 1,4 km sydost om Bahr Beyg. Trakten runt Bahr Beyg består i huvudsak av gräsmarker.